# Casey (Illinois)
Casey és una població dels Estats Units a l'estat d'Illinois. Segons el cens del 2000 tenia 2.942 habitants.

## Demografia
Segons el cens del 2000, Casey tenia 2.942 habitants, 1.266 habitatges, i 758 famílies. La densitat de població era de 535,8 habitants/km².
Dels 1.266 habitatges en un 28,2% hi vivien nens de menys de 18 anys, en un 44,4% hi vivien parelles casades, en un 12,2% dones solteres, i en un 40,1% no eren unitats familiars. En el 36,7% dels habitatges hi vivien persones soles el 20,2% de les quals corresponia a persones de 65 anys o més que vivien soles. El nombre mitjà de persones vivint en cada habitatge era de 2,22 i el nombre mitjà de persones que vivien en cada família era de 2,9.
Per edats la població es repartia de la següent manera: un 24,1% tenia menys de 18 anys, un 7,9% entre 18 i 24, un 24,1% entre 25 i 44, un 20,7% de 45 a 60 i un 23,2% 65 anys o més.
L'edat mediana era de 40 anys. Per cada 100 dones de 18 o més anys hi havia 74,5 homes.
La renda mediana per habitatge era de 30.089 $ i la renda mediana per família de 36.941 $. Els homes tenien una renda mediana de 30.809 $ mentre que les dones 16.496 $. La renda per capita de la població era de 16.266 $. Aproximadament l'11,5% de les famílies i el 15,4% de la població estaven per davall del llindar de pobresa.

## Poblacions més properes
El següent diagrama mostra les poblacions més properes.